# Fókusz hadművelet

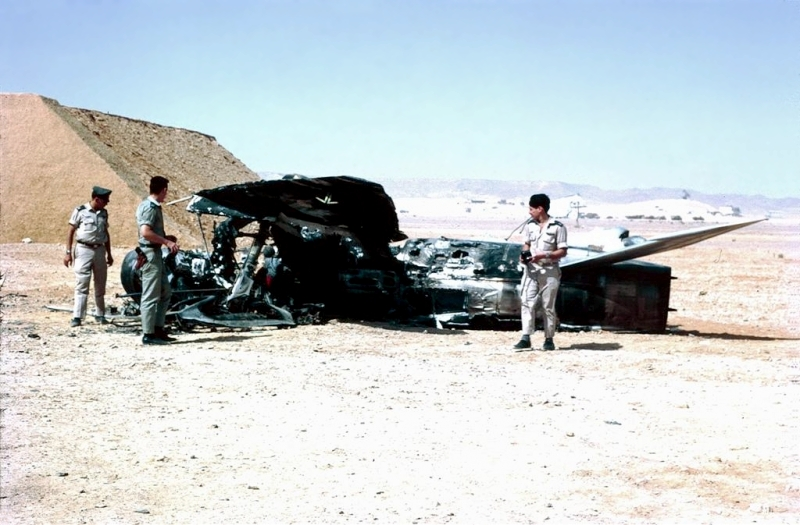
Izraeli repülőtisztek egy megsemmisített MiG–21 mellett

A Fókusz hadművelet (héber betűkkel מבצע מוקד Mivca mókéd, izraeli angol átírással Mivtza moked) az 1967-es hatnapos háború elején, Izrael által végrehajtott légitámadás. Gyakran nevezik „Sínai légicsapásnak” is, mivel a támadás fő célpontjai a Sínai-félszigeten fekvő repülőterek voltak.
1967. június 5-én, reggel 07:45-kor az Izraeli Légierő Mordeháj Hód vezérőrnagy irányításával nagyszabású légitámadást indított, mely megsemmisítette az Egyiptomi Légierő nagy részét még a földön. Déli 12 órára, az egyiptomi, jordán, és szír légierő együttesen körülbelül 450 gépet veszített el. A légicsapás során a 18 egyiptomi reptér legtöbbjét is sikerült használhatatlanná tenni.
A hadművelet jelentősége messze túlmutat a hatnapos háborún, a repülőterekre mért megelőző légicsapásokat, bár nem voltak korábban sem ismeretlenek (a Luftwaffe a Szovjetunió megtámadásakor hasonló módon pusztította el a Vörös Hadsereg repülőgépeit), szinte az összes, ezt követően kirobbant háborúban alkalmazták, a hadműveleti tervek kidolgozottságának megfelelő eredményességgel. A repülőterek elleni, kifejezetten az izraeli módszereket másoló megelőző légicsapással indult az 1971-es indiai-pakisztáni háború, a jom kippuri háború, az irak–iráni háború és az öbölháború. A légicsapások eredményességét az izraeli propaganda messzemenően kihasználta, hatékonyságukat még a keleti blokk katonai szerzői is méltatták. A katonai repülőterek környékén körülbelül ekkortól kezdődött meg a nagyon hosszú, szükség esetén kifutópályaként használható gurulóutak és a megerősített repülőgép-fedezékek kiépítése, valamint az autópálya-szükségrepülőterek tömeges kialakítása (noha ezek már a második világháború óta ismertek voltak).

## A hadművelet áttekintése
A támadás három fő hullámban történt, de a hadműveletet követő napokban is volt néhány kisebb hullám. A hadművelet során 452 repülőgépet semmisítettek meg, legtöbbjüket még a földön. Ezzel a támadással az izraeli légierő szinte a légtér abszolút urává vált, és hatékonyan segíthette az izraeli szárazföldi erőket.
A megdöbbentő hadműveleti siker nagyban volt köszönhető a repterek bombázásának, ami olyan károsodásokat okozott, amelyeket nem lehetett gyorsan kijavítani. Amikor a reptereket használhatatlanná tették, tulajdonképpen repülőgépek tömegei maradtak a földön használhatatlanul, és könnyen a későbbi légitámadás áldozatává váltak. Ennek eredményeképp Izrael a Közel-Kelet szinte a teljes légterét uralhatta.

### Előkészületek
A megelőző légicsapást nem mindennapi előkészítés előzte meg. A Moszad pontosan felmérte a fő ellenségnek számító Egyiptomi Légierő működését, ennek segítségével tűzték ki az első csapás időpontját. A tervezett időben ugyanis a hajnali járőrök már leszálltak, a pilóták rendszerint ebben az időben reggeliztek, és újabb gépek csak reggel 8:00-9:00 körül emelkedtek fel. A kitűzött időpontra az egyiptomi tisztek nagy része még nem ért be munkahelyére. A támadás időpontja mellett szólt, hogy a Nílus-delta felett ekkor már felszállt a köd, amely akadályozta volna a repülést és navigációt földközeli magasságban. A megelőző légicsapás során kihasználták, hogy az egyiptomi repülőtereknek általában csak egy futópályája van, és ha ezt használhatatlanná teszik, akkor a légibázis összes repülőgépe a földön marad.
A repülőterek ellen, francia segítséggel, külön erre a célra, betonromboló bombákat gyártottak. A fegyver végébe négy rakétahajtóművet szereltek. A kis, néhány tíz - száz méter magasan, nagy sebességgel haladó vadászrepülőgépről leoldva először két, a haladással ellentétes irányú hajtómű kapcsolt be, fékezve a zuhanást és időt adva a hordozó repülőgépnek a biztonságos eltávolodásra. A hajtóművek kiégése után indult be a második két hajtómű, ezek a bombát nagy sebességgel belelőtték a kifutópálya betonjába. A bomba robbanása mintegy egy méter mélyen következett be, ennek hatására a felszínen egy két méter mély, és mintegy öt méter átmérőjű kráter keletkezett, amelyet lehetetlen volt gyorsan kijavítani. A betonromboló bombák egy másik típusánál a fékezést fékernyővel oldották meg. A fegyvert a franciák továbbfejlesztették, mai változata a BLU–107 Durandal légibomba. A futópályák pusztításának hasonló módszerét alkalmazza az angol JP.233 és a német MW–1 bombakonténer.

### 1967. június 5.

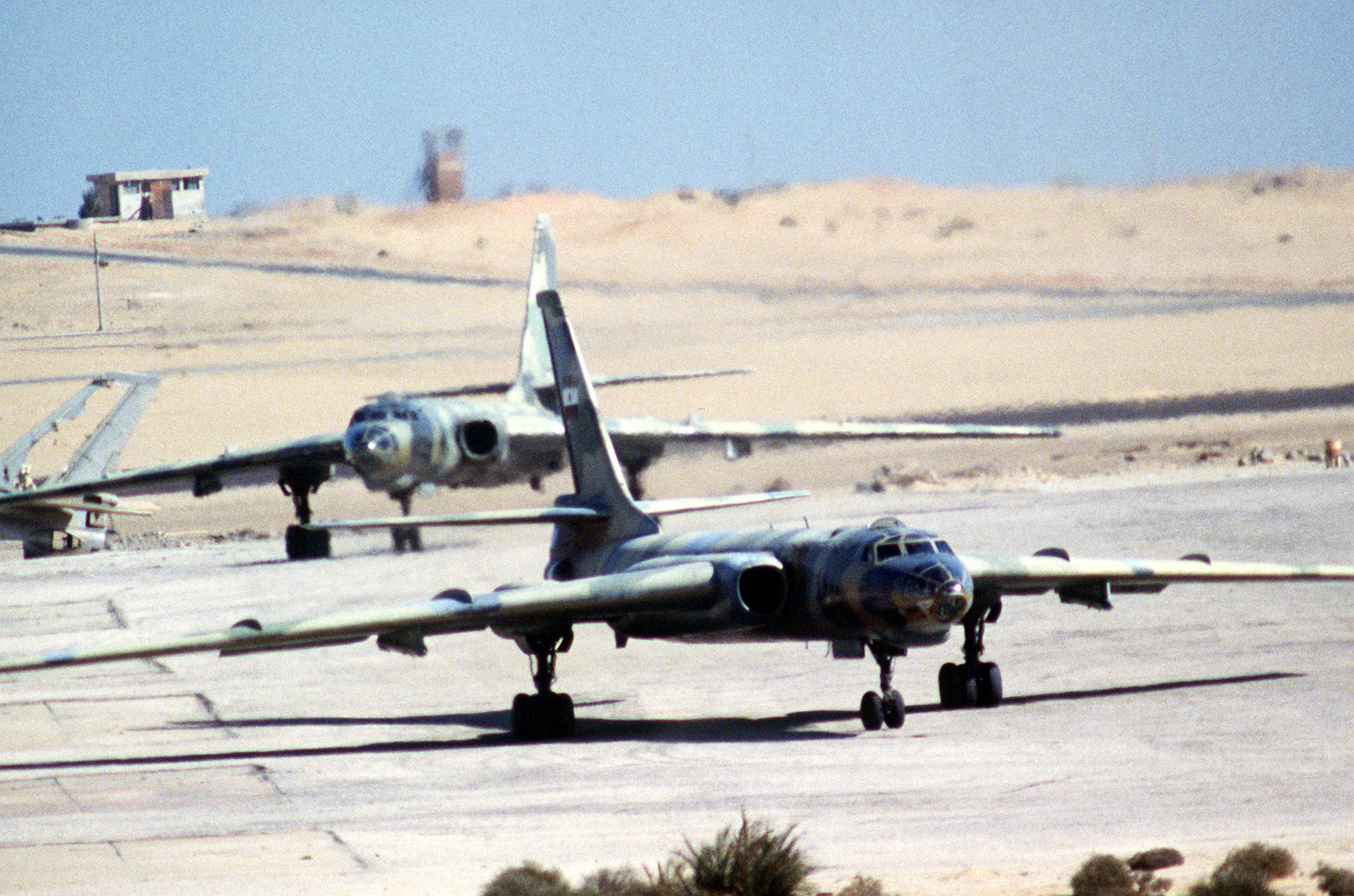
Az izraeli Mirage III-asok fő célpontjai között szerepeltek az Egyiptomi Légierő Tu–16-osai

A Fókusz hadművelet izraeli idő szerint reggel 7:45-kor (egyiptomi idő szerint 6:45-kor) kezdődött. Az izraeli légierő 196 vadászgépe közül szinte az összes részt vett a támadásban, mindössze 12 gép maradt ki belőle, hogy védhesse az izraeli légteret.
Az egyiptomiak védelmi infrastruktúrája nagyon gyenge volt. A repülőterek nem rendelkeztek védett hangárokkal és repülőgép-fedezékekkel, amelyek képesek lettek volna megvédeni az egyiptomi repülőgépeket egy támadás esetén. Az izraeli repülőgépek a Földközi-tenger felé indultak, mintha a térségben szokásos gyakorlórepüléseiket végeznék, és csak ezután, alacsony magasságon fordultak Egyiptom felé. Eközben az egyiptomiak akadályozták saját légvédelmüket, ugyanis egész légvédelmi rendszerüket leállították, mert féltek, hogy az egyiptomi lázadó erők lelövik az Amer tábornagyot és Szidki Mahmud altábornagyot szállító repülőgépet, amely úton volt Mazából a Sínai-félszigeten fekvő Bir Tamadába, hogy találkozzanak az ott tartózkodó parancsnokokkal. Emiatt nem lett volna fontos, hogy az izraeli gépek a radarszint alatt repüljenek, valamint jóval azon szint alatt, ahol az SZ–75 Dvina (SA–2) légvédelmi rakéták le tudták volna lőni a gépeket.
Az első izraeli hullámban 11 olyan légibázist támadtak, ahol elfogóvadászok, illetve a szintén kiemelten veszélyesnek tartott Tu–16-os közepes bombázók települtek, és az egyiptomi légierő elfogóvadászainak nagy részét még a földön megsemmisítették, mielőtt azok felszállhattak volna. Ezután az izraeli vadászgépek hazatértek, majd 7 és fél perc elteltével elindították a második hullámot, amiben 14 egyiptomi repülőteret támadtak és csak minimális veszteségeket szenvedtek. Ezután ismét egy „gyors forduló” következett, és megindult a harmadik hullám.
A hadművelet teljes siker volt az izraeliek számára. Az egyiptomi légierő közel 500 repülőgépet vesztett mindössze 3 óra alatt, miközben az izraeli légierő csak minimális veszteségeket szenvedett. A hadművelet tervezésekor remélték, hogy Szíriát, Jordániát, Irakot és Libanont elbátortalanítják az Egyiptomra mért csapásról szóló hírek, és nem lépnek be a háborúba, de ez megtörtént, Szíria, Jordánia és Irak megtorlásképp izraeli célpontokat kezdett támadni, de ezek főleg civil célpontok voltak, így azok hatása szinte elenyésző volt. Válaszként számos izraeli gép indult egy harmadik hullámban Egyiptom felé, de végül szíriai és jordániai célpontok felé vették az irányt. A többi izraeli gép a szárazföldi erőket támogatva, arab földi célpontokat támadott. A hatnapos háború első napjának végére Izrael uralta a teljes légteret Izrael, a Golán-fennsík, Ciszjordánia, és a Sínai-félsziget felett.

### 1967. június 6–11.
A háború második napján (június 6.) az izraeli légierő egyiptomi, jordániai, szíriai és iraki szárazföldi egységeket támadott.
A háború harmadik napján (június 7.) az izraeli légierő több száz egyiptomi járművet megsemmisített, amik a Sínai-félszigeten keresztül menekültek, valamint több ezret csapdába ejtettek. A harmadik nap végére a jordániai légierő 34 repülőgépe gyakorlatilag megszűnt létezni, ezzel a jordániai haderő kiszállt a harcokból.
A hatodik, azaz utolsó napon (június 11.) Szíria elvesztett körülbelül 100 vadászgépet és ezzel a harcok véget értek.

### Következmények
Az Izraeli Légierő 196 repülőgépével felülkerekedett a túlerőben lévő, közel 600 vadászgépet magába foglaló szövetség felett. Az izraelieknek 452 ellenséges gépet sikerült megsemmisíteniük, közülük 79-et légi harc során, úgy, hogy mindössze 19 gépet veszítettek el. Sokan a Fókusz-hadműveletet és a hatnapos háborút tartják az Izraeli Hadsereg legdicsőbb időszakának.
Az Izraeli Légierő fő vadászrepülőgép-típusa, a francia gyártású Mirage III vadászbombázó abszolút üzleti siker lett, tömegesen állították hadrendbe többek között az arab államok is, amelyek bevetették többek között Izrael ellen is az 1973-as jom kippuri háborúban. További izraeli exportját leállították, tartva az iszlám országok rosszallásától, izraelben viszont illegálisan másolva vették gyártásba.

## A megsemmisült gépek száma
Összesen 452 arab és 19 izraeli gép semmisült meg a hadművelet során.
Az Izraeli Légierő jelentései szerint a hatnapos háború lefolyása alatt további 60 ellenséges repülőgép semmisült meg légi harc közben, további 3 pedig légvédelmi tűz következtében. Izraeli oldalon 19 gép és 24 pilóta veszett oda. A meghalt, vagy elfogott arab pilóták száma ismeretlen.

### Megsemmisült repülőgépek típusonként
- Vadászrepülőgépek
  - 148 db MiG–21
  - 29 db MiG–19
  - 112 db MiG–17
  - 14  db Szu–7
  - 27 db Hawker Hunter

- Bombázók
  - 31 db Tu–16
  - 31 db Il–28

- Szállító repülőgépek
  - 32 db Il–14
  - 8 db An–12
  - 4 db egyéb típusú repülőgép

- Szállító helikopterek
  - 10 db Mi–6
  - 6 db Mi–4

### Megsemmisült repülőgépek országonként
- Egyiptom: 338 repülőgépet
- Szíria: 61 repülőgépet
- Jordánia: 29 repülőgépet
- Irak: 23 repülőgépet
- Libanon: 1 repülőgépet
- Izrael: 19 repülőgépet vesztett a hadműveletben.

### Megsemmisült repülőgépek hullámonként
1. Első hullám (7:45): 183 izraeli repülőgép támadott 11 repteret, megsemmisítve 197 egyiptomi repülőgépet és 8 radarállomást. Öt izraeli pilóta meghalt, további öt fogságba esett.
2. Második hullám (9:30): az izraeli gépek 14 egyiptomi légibázist támadtak, 107 egyiptomi repülőgépet semmisítettek meg, továbbá 2 szíriai gépet lőttek le légiharc során.
3. Harmadik hullám (12:15): 85 izraeli gép indult Egyiptom, 48 Jordánia, 67 Szíria és 1 az iraki H-3 légibázis ellen.
4. További hullámok (délután és este): 2 újabb támadás a H-3 légibázis ellen, számos kisebb támadás az egyiptomi repülőterek ellen.

## Lásd még
- Blitzkrieg
- Opera hadművelet

## Külső hivatkozások
- Izraeli Légierő Hivatalos Oldala – Hatnapos háború
- June 5th, 1967 – operation Moked"
- Operation Moked: Destruction of Arab Air Forces
- Blitzkrieg az olajfák alatt